# 겨자장
겨자장(--醬)은 한국, 중국, 일본 등에서 먹는 매운 머스터드 소스이다. 겨잣가루나 겨자분(--粉) 형태로 팔기도 한다. 겨자, 겨자 소스(--sauce) 등으로도 불리며, 매운 정도에 따라 강겨자(强--), 연겨자(軟--)로 부르기도 한다.
식초를 섞으면 겨자초(--醋)가 된다.

## 역사
중국의 고서인 《예기》, 《의례》 등에 "개장(芥醬)"이라는 이름으로 언급된다. 《본초강목》에서 "겨잣가루에 따뜻한 물을 부어두면 겨자장이 된다(研末泡過為芥醬)."는 언급이 나오며, 이는 현대에 겨자장을 만드는 것과 같은 방식이다. 한국에서도 삼국시대부터 조미료로 쓰였을 거라 추정된다.

## 만들기
겨잣가루를 따뜻한 물에 갠 다음 따뜻한 곳에 두어 발효시켜 만든다.

## 쓰임새
냉면, 겨자채 등에 쓰인다.